# Hans Christian Petersen
 Der er flere personer med dette navn, se Hans Petersen.
 Ikke at forveksle med H. Chr. Petersen.
Hans Christian Petersen (født 11. august 1793 i Kristianssand, død 26. september 1862 i Kristiania) var en norsk jurist og statsråd.
Petersen blev højesteretsadvokat i 1817. I denne stilling vandt han ved veltalenhed for skranken navn som en af landets første jurister, blandt andet som defensor i rigsretsprocesserne mod statsråderne Fasting (1821) og Collett (1827) samt statsminister Løvenskiold (1836), var 1830-34 "regeringsadvokat", blev i 1837 stiftamtmand i Kristiania og indtrådte i 1839 i regeringen, hvoraf han var medlem over 22 år, siden 1858 som dets formand. Sammen med Christian Birch-Reichenwald og Ketil Motzfeldt fik han sit afsked 12. december 1861, siden disse tre statsråder for sit forblivende opstillede som vilkår uforandret vedtagende af den norske regerings enstemmige ønske, at den svenske regerings krav på tilsættelse af en unionskommitté for revision af bestemmelserne angående den svensk-norske union ej måtte bifaldes. Petersen efterlod dagbogsantegninger frå 1840-47, delvis trykte i Ditmar Meidells Norsk Maanedsskrift (I, 1884). Interessante dokumenter fra den tid, når han var formand i den norske regering, er offentliggjorte i Norsk Historisk Tidsskrift (række 4, bind 4, 1907).